# Jacques Necker
Jacques Necker (30. září 1732 Ženeva – 9. dubna 1804 Coppet, Švýcarsko) byl francouzský státník, svobodný zednář a bankéř, ministr financí krále Ludvíka XVI.

## Život
Svou kariéru začal jako bankéř v Paříži. V 60. letech 18. století byl jmenován správcem Francouzské Východoindické společnosti. V červnu 1777 se stal poprvé francouzským ministrem financí. Chtěl řešit vážnou finanční situaci zadlužené země bez vypisování nových daní. Neměl tedy jinou možnost než zemi ještě více zadlužit. Ve své funkci se mu podařilo prosadit drobné reformy státní správy, jeho cílem bylo omezit pravomoci královských úředníků, to se mu však nepodařilo. Na nátlak královského dvora byl odvolán.
Podruhé se stal ministrem financí v srpnu 1788. V tehdejší kritické situaci podporoval svolání generálních stavů a později se snažil nabízet různá kompromisní řešení rozdělené francouzské společnosti. Jeho odvolání 11. července 1789 mělo podíl na radikalizaci pařížského lidu a tím do jisté míry přispělo k zahájení Velké francouzské revoluce o několik dní později.
Byl prvním ministrem financí, který zveřejnil výdaje královského dvora, čímž vyvolal vlnu nevole vůči francouzskému králi.
Podílel se také na tvorbě Encyklopedie.